# Ферден (район)
Ферден (нім. Verden) — район у Німеччині, у складі федеральної землі Нижня Саксонія. Адміністративний центр — місто Ферден.

## Населення
Населення району становить 138 507 осіб (станом на 31 грудня 2021).

## Адміністративний поділ
Район складається з двох міст і 9 громад (нім. Gemeinden), 4 з яких включені до об'єднання громад (нім. Samtgemeinden).
Дані про населення наведені станом на 31 грудня 2021.
| Самостійні міста/громади: 1. Ахім (місто) (32379) 2. Дерферден (9062) 3. Кірхлінтельн (10054) 4. Лангведель (14425) 5. Ойтен (16085) 6. Оттерсберг (13224) 7. Ферден (місто) (27782) Об'єднання громад: Зірочкою (*) позначений центр об'єднання громад. Тедінггаузен (15496) 1. Блендер (2909) 2. Емтінггаузен (1520) 3. Ріде (2922) 4. Тедінггаузен * (8145) |